# Byte (miesięcznik)
Byte – założony w 1975 r. amerykański miesięcznik komputerowy, prawdopodobnie najbardziej wpływowe pismo informatyczne w historii komputerów osobistych, poświęcone rozmaitym platformom systemowym.

## Początki
Byte został uruchomiony przez Green Publishing we wrześniu 1975 r., wkrótce po ukazaniu się pierwszych zestawów komputerowych do montowania, przeznaczonych dla entuzjastów elektroniki. Był publikowany co miesiąc – roczna subskrypcja kosztowała 10 USD.
Pismo przyciągnęło natychmiast zarówno ogłoszeniodawców, jak i autorów. W pierwszym numerze ukazały się takie artykuły, jak „Which Microprocessor For You?” (Hal Chamberlin), „Write Your Own Assembler” (Dan Flystra) i „Serial Interface” (Don Lancaster). Wśród reklamodawców znaleźli się MITS, Godbout, SCELBI, Processor Technology i Sphere. W Byte reklamował się też świeżo powstały Micro-Soft, sprzedający interpreter Basica dla maszyn opartych na Intel 8080.
Pierwsze artykuły miały głównie charakter „do-it-yourself”, zarówno w dziedzinie sprzętu, jak i oprogramowania. Popularna była kolumna „Ciarcia's Circuit Cellar”, prowadzona przez Steve'a Ciarcia, opisująca urządzenia, które można było podłączać do komputera (później powstało oddzielne pismo „Circuit Cellar”). Publikowano kody źródłowe w różnych językach, jak Tiny C, BASIC czy asembler. Dużo miejsca poświęcano pierwszemu systemowi dla mikrokomputerów, czyli CP/M.

## Rozwój i zmiana
Wiosną 1979 r. wydawca sprzedał pismo do McGraw-Hill. Wkrótce po pojawieniu się pierwszych maszyn IBM PC magazyn zmienił profil i zaczął odchodzić od poradnikowych artykułów dla hobbystów-elektroników, koncentrując się jako pierwsze pismo na przeglądach produktów – sprzętu i oprogramowania – dla komputerów osobistych z różnych platform.
Do 1990 r. pismo kontynuowało rozwój – numery osiągały niekiedy cal grubości (w dużej mierze dzięki licznym ogłoszeniom), zaś roczna subskrypcja kosztowała 56 USD. Było to podstawowe źródło informacji w dziedzinie komputerów osobistych. Od 1993 r. zaczęły się także sukcesywnie pojawiać materiały w Internecie (domena byte.com).

## Upadek
Do 1998 r. pismo ciągle się rozwijało i wtedy zostało zakupione przez CMP Media, wydawcę odnoszących sukcesy specjalistycznych magazynów komputerowych, jak Windows PC. Nowy właściciel wstrzymał publikowania Byte'a (ostatni numer w lipcu 1998 r.), zwalniając redakcję i zamykając laboratorium testowe. Subskrybentom zaoferowano wybór dwóch spośród innych pism CMP. Reakcja czytelników była negatywna, firmie zarzucono „wrogie przejęcie”, czyli chęć pozbycia się Byte'a jako konkurenta. Wydania Byte'a w Japonii i Niemczech były kontynuowane.
Kilku autorów przeniosło swoje kolumny do Internetu, w tym Jerry Pournelle ze swym „The View From Chaos Manor”. W 1999 r. CMP wznowił Byte'a w postaci online, a w 2002 r. witryna zyskała komercyjny charakter – jest dostępna dla subskrybentów.